# Pentax FA 50mm F1.4
SMC Pentax FA 50mm F1.4 je standardni 50mm objektiv za fotoaparate s KAF bajonetom i 35mm formatom slike. Objektiv je kompatibilan i s Pentaxovim digitalnim SLR fotoaparatima koji imaju manji APC-S format senzora. Na takvim fotoaparatima ovaj objektiv se ponašao kao blagi teleobjektiv s vidnim poljem koje odgovara 75mm objektivu u 35mm formatu slike. Unatoč toj promjeni uloge, objektiv je i dalje veoma popularan i smatra se standardnom opremom svakog fotografa jer pruža vrlo dobru kvalitetu slike i veliki otvor blende za nisku cijenu. Objektiv je kompatibilan sa svim Pentaxovim fotoaparatima s K bajonetom, ali na nekima će imati smanjenu funkcionalnost.
SMC Pentax FA 50mm F1.4 je evolucija starijih objektiva s gotovo nepromijenjom optičkom formulom:
- SMC Pentax K 50mm F1.4 - proizvodio se od 1975. do 1977., manualni fokus i manualna blenda
- SMC Pentax M 50mm F1.4 - proizvodio se od 1977. do 1984., manualni fokus i manualna blenda
- SMC Pentax A 50mm F1.4 - proizvodio se od 1984. do 1989., manualni fokus s automatskom blendom
- SMC Pentax F 50mm F1.4 - proizvodio se od 1989. do 1991., automatskim fokus s automatskom blendom
- SMC Pentax FA 50mm F1.4 - proizvodi se od 1991. do danas, poboljšan mehanizam automatskog fokusiranja, automatska blenda

## Tehničke specifikacije
| Vrsta objektiva                   | Standardni objektiv                       |
| Format slike                      | 35mm format (36x24mm) ili APC-S (24x16mm) |
| Bajonet                           | Pentax KAF2                               |
| Fokalna duljina                   | 50mm                                      |
| Dijagonalno vidno polje           | 35mm format - 47° APC-S format - 32°      |
| Maksimalni otvor blende           | f/1.4                                     |
| Minimalni otvor blende            | f/22                                      |
| Promjer navoja za filter          | 49mm                                      |
| Minimalna udaljenost izoštravanja | 45cm                                      |
| Težina                            | 220 grama                                 |
| Dimenzije                         | 37mm dužine 63mm promjera                 |
| Optička konstrukcija              | 7 elemenata, 6 grupa 8 listića blende     |